# بیزاری (فیلم)
«بیزاری» (روسی: Ненaвисть) فیلمی در ژانر وسترن است که در سال ۱۹۷۵ منتشر شد.